# 倉沢 (菊川市)
倉沢（くらさわ）は静岡県菊川市の大字。

## 地理
菊川市の北部、河城地区の東部に位置する。東で島田市金谷猪土居及び牧之原市切山、西で友田、南で沢水加・吉沢と牧之原市嶋、北で島田市神谷城と接する。

### 河川
- 菊川

### 字一覧
30近くの字がある（2018年（平成30年）10月16日現在）。
- 中川原（なかかわら）
- 寺段（てらだん）
- 森下（もりした）
- 秋常（あきつね）
- 原段（はらだん）
- 向山（むこうやま）
- 畑無（はたなし）
- 水井平（みずいひら）
- 神尾沢（かんのうざわ）
- 中平（なかひら）
- 東峰（ひがしみね）
- 落井原（おちいばら）
- 山形（やまがた）
- 小段（こだん）
- 佐別当（さべつとう）
- 勝平（かつひら）
- 馬頭（うまのかしら）
- 宇十（うじゅう）
- 落井（おちいばら）
- 山中（やまなか）
- 目木沢（めきざわ）
- 落井下原（おちいしもはら）
- 落井上原（おちいうえはら）
- 六本松（ろっぽんまつ）
- 千駄原（せんだはら）
- 勝平付白戸沢（かつひらつきひらとざわ）
- 勝平付姥ケ谷（かつひらつきうばがや）
- 西山（にしやま）

## 歴史

### 沿革
- 1889年（明治22年）4月1日 - 町村制の施行により、城東郡倉沢村が周辺の村と合併し、城東郡河城村となる[WEB 7]。旧村名は河城村の大字として残る[WEB 8]。
- 1896年（明治29年）4月1日 - 郡制の施行により所属郡が小笠郡に変更。
- 1955年（昭和30年）3月31日 – 河城村が 菊川町に編入される。
- 2005年（平成17年）1月17日 – 菊川町が小笠町と新設合併を行い、菊川市となる。

## 施設
- 津嶋神社
- 倉沢駒形神社

## 交通

### バス
- 菊川市コミュニティバス
  - 倉沢・富田コース：（菊川市立総合病院 方面 - ）下倉沢公会堂入口 - 上倉沢茶農協 - 上倉沢公会堂
  - 沢水加コース：（菊川市立総合病院 方面 - ）千駄ヶ原（ - 沢水加内区間 - ）六本松集会所

### 道路
- 国道473号
- 静岡県道79号吉田大東線
- 静岡県道234号吉沢金谷線

## その他

### 学区
小学校・中学校の学区は以下の通りである。
| 番・番地等     | 小学校                               | 中学校                               |
| -------------- | ------------------------------------ | ------------------------------------ |
| 上倉沢、下倉沢 | 菊川市立河城小学校                   | 菊川市立菊川東中学校                 |
| 六本松         | 牧之原市菊川市学校組合立牧之原小学校 | 牧之原市菊川市学校組合立牧之原中学校 |

### 警察
警察の管轄区域は以下の通りである。
| 番・番地等 | 警察署     | 交番・駐在所 |
| ---------- | ---------- | ------------ |
| 全域       | 菊川警察署 | 菊川駅前交番 |

### WEB
1. ↑  “h02_22.csv”.   総務省 (2022年2月10日). 2025年7月15日閲覧。
2. ↑  “静岡県菊川市 (22224)”.   人文学オープンデータ共同利用センター. 2025年7月15日閲覧。
3. ↑  “静岡県 菊川市 倉沢の郵便番号 - 日本郵便”.   日本郵便. 2025年7月15日閲覧。
4. ↑  “市外局番の一覧”.   総務省 (2022年3月1日). 2025年7月16日閲覧。
5. ↑  “事業所案内及び管轄地域（事務所3件、分室3件）”.   一般社団法人静岡県自動車会議所. 2025年7月15日閲覧。
6. ↑  “菊川市小字一覧 - 静岡県オープンデータ”.   静岡県 (2018年10月16日). 2025年7月15日閲覧。
7. ↑  “historyofcities.pdf”.   静岡県総務部合併推進室・財団法人静岡県市町村振興協会. 2025年7月15日閲覧。
8. ↑  “解説ページ”.   株式会社エア. 2025年7月15日閲覧。
9. ↑  “菊川市／通学区域一覧”.   菊川市 (2024年4月1日). 2025年7月15日閲覧。
10. ↑  “交番駐在所一覧表｜静岡県警察”.   静岡県警察 (2023年6月12日). 2025年7月15日閲覧。